# San (album)
Pour les articles homonymes, voir San.
Albums de High and Mighty Color
Gou on Progressive
(2006) Rock Pit
(2008)
Singles
San est le 3e album du groupe musical japonais High and Mighty Color, sorti au Japon le 21 février 2007 sous SME Records.

## Présentation
Il atteint la 16e place du classement de l'Oricon, et reste classé pendant 4 semaines, pour un total de 15 264 exemplaires vendus. Cet album contient trois singles, Dive into Yourself, Enrai ~Tooku ni Aru Akari~ et Tadoritsuku Basho / Oxalis.

## Liste des titres
| 1.  | Enrai ~Tooku ni Aru Akari~ (遠雷 ～遠くにある明かり～) | 4:24 |
| 2.  | Resistance (レジスタンス)                              | 3:55 |
| 3.  | Dive into Yourself (Your Voice Version)                | 3:48 |
| 4.  | Koigokoro (恋心)                                       | 4:10 |
| 5.  | Oxalis (オキザリス)                                    | 4:29 |
| 6.  | Hummingbird (ハミングバード)                           | 4:25 |
| 7.  | The Moon Illuminates                                   | 3:57 |
| 8.  | Yoake Mae (夜明け前)                                   | 4:46 |
| 9.  | Sandome no Sakura (三度目の桜)                         | 3:59 |
| 10. | Hibana (火花)                                          | 4:48 |
| 11. | Suiren (睡蓮)                                          | 4:30 |
| 12. | Last Word                                              | 3:56 |
| 13. | A Shape of Love                                        | 4:17 |
| 14. | Tadoritsuku Basho (辿り着く場所)                       | 5:16 |
| 15. | Oxalis (Movie Version) (オキザリス)                    | 3:53 |

| 1. | Ichirin no Hana (一輪の花)                             |  |
| 2. | Dive into Yourself                                     |  |
| 3. | Enrai ~Tooku ni Aru Akari~ (遠雷 ～遠くにある明かり～) |  |
| 4. | Tadoritsuku Basho (辿り着く場所)                       |  |
| 5. | Oxalis (オキザリス)                                    |  |
| 6. | O・MA・KE                                              |  |